# Il était une fois un vieux et une vieille
Pour plus de détails, voir Fiche technique et Distribution.
Il était une fois un vieux et une vieille (en russe : Жили-были старик со старухой, Zhili-byli starik so starukhoy) est un film soviétique réalisé par Grigori Tchoukhraï en 1965.

## Synopsis
Dans un village, près d'un fleuve, à la suite de l'incendie de leur maison, deux retraités se retrouvent sans abri. N'ayant ni la force ni l'envie de reconstruire une isba, ils choisissent de rejoindre leur fille qui habite dans le nord de la Sibérie, à Vorkouta, bien qu'un de leurs fils soit dans une meilleure situation. Ils apprennent que leur fille, mère d'un petit garçon, a quitté le foyer conjugal pour suivre un autre homme. Lorsqu'elle revient, outré par sa conduite, son père la chasse. Lui et son épouse vont donc cohabiter avec leur gendre alcoolique et leur petit-fils. Le grand-père imprégné de l'idéologie de la période stalinienne va découvrir sur place les conséquences de cette époque.

## Fiche technique
- Titre original : Жили-были старик со старухой (Zhili-byli starik so starukhoy)
- Titre français : Il était une fois un vieux et une vieille
- Réalisation : Grigori Tchoukhraï
- Scénario : Iouli Teodorovitch Dounski (ru) et Valeri Semionovitch Frid (ru)
- Musique : Alexandra Pakhmoutova
- Décors : Boris Konstantinovitch Nemetchek (ru)
- Costumes : Valentine Sergueïevitch Pereliotov (ru)
- Photographie : Sergueï Sergueïevitch Polouianov (ru)
- Son : Semion Aleksandrovitch Litvinov (ru)son
- Montage : M. Timofeva
- Société de production : Mosfilm
- Pays de production : URSS
- Langue originale : russe
- Format :  noir et blanc - 35 mm - 1.37:1 - mono
- Genre : drame
- Durée : 103 minutes
- Dates de sortie :
  - URSS : 11 mai 1965
  - France : mai 1965 au Festival de Cannes

## Distribution
- Nikolaï Mikhaïlovitch Barmine (ru) : un habitant du village
- Alla Zinovievna Boudnitskaïa (ru) : une compagne de voyage
- Elena Derjavina : Irotchka
- Anatoli Akhmedovitch Iabbarov (ru) : Volodia, membre d'une secte
- Valerian Aleksandrovitch Kazanski : trieur de bouteilles
- Viktor Mikhaïlovitch Kolpakov (ru) : ambulancier
- Vera Kouznetsova : Natalia Maksimovna Goussakov, la vieille femme
- Guennadi Dmitrievitch Krachennikov (ru) : un camarade du village où a lieu l'incendie
- Nikolaï Krioutchkov : Anatoli, directeur du sovkhoze
- Lioudmila Maksakova : Nina Goussakov
- Ivan Nikitovitch Marine (ru) : Grigori Ivanovitch Goussakov ou Grinia, le vieil homme
- Viktor Grigorievitch Markine (ru) : un mineur
- Gueorgui Martyniouk : Valentine, le gendre
- Galina Polskikh : Galia
- Nikolaï Sergueïev : Nikolaï, comptable au sovkhoze
- Guiouli Iassonovitch Tchokhonelidze (ru) : un ingénieur
- Pavel Vinnik : le compagnon de voyage insatisfait du chant
- Elena Ivanovna Volskaïa (ru) : la factrice

- Autres acteurs qui ont un rôle d'appoint [1] :

- Olga Mikhaïlovna Amalina, Rimma A. Aristarkhova, Oleg Grigorievitch Chtoda, Mikaela Mikhaïlovna Drozdovskaïa (ru), Anatoli Petrovitch Fedorinov (ru), Olga Gueorguievna Fomitchiova (ru), Leonid Mikhaïlovitch Kadrov, Nikolaï Selivestrovitch Khlibko (ru), Margit Lukács (hu), Agnessa Oskarovna Peterson (ru), Vladimir Aleksandrovitch Souvorov, Alekseï Petrovitch Tchernov (ru), Ioulia Gueorguievna Tsogline, V. Vychkovski, Iouri Ilitch Volkov (ru)

## Récompense
- Festival de Cannes 1965 : Mention spéciale à Vera Kouznetsova pour son interprétation.

## Autour du film
Le tournage s'est effectué à Zapoliarny et à Inta en République socialiste soviétique autonome des Komis pour les séquences hivernales.
On peut visionner le film en langue russe grâce à youtube
.
Un synopsis et un point de vue sont développés par Viatcheslav Aleksandrovitch Iatsko dans le site « Art du quatrième degré » .
La musique du film reprend l'air d'une chanson de 1958, la Chanson d'une jeunesse sans repos.